# Стерпето (Перуђа)
Стерпето је насеље у Италији у округу Перуђа, региону Умбрија.
Према процени из 2011. у насељу је живело 155 становника. Насеље се налази на надморској висини од 342 м.